# Камешек (Мысковский городской округ)
Камешек (шор.  ) — посёлок в Мысковском городском округе Кемеровской области России.

## История
Название — дословный перевод с шорского Ташчак.
Входил в Чувашинский сельсовет.

## География
Посёлок Камешек расположен в южной части Кемеровской области и находится на берегу рек Мрассу и её притока — р. Камешек.
Уличная сеть состоит из одного географического объекта: ул. Кайчаковская.

## Население
| 2010 |
| ---- |
| 5    |

Национальный состав
Согласно результатам переписи 2002 года, в национальной структуре населения русские составляли 83 % от общей численности населения в 12 жителей

## Транспорт
Сибиргинское шоссе, Остановка «Камешек»